# Петер-Симон Паллас
Петер-Симон Паллас (нім. Peter Simon Pallas; 22 вересня 1741 — 8 вересня 1811) — німецький та російський натураліст, геолог, етнограф та енциклопедист XVIII—XIX століття.

## Короткі біографічні відомості
Академік Петербурзької Академії наук з 1767. Понад 40 років перебував на службі в Росії. З 1768 по 1774 рр. керував експедиціями Петербурзької АН, висновки яких опубліковано в книзі «Путешествие по разным провинциям Российской империи» (СПб., 1773 — 1788, т. 1—3).

## Подорожі мокшанськими та ерзянськими землями
Під час подорожі Середнім Поволжям (1768–1769) річкою Окою через Муром — Арзамас, по П'яні через Саранск — Інсар — Пензу — Симбірськ — Самару — Оренбург — Уфу Паллас відвідав мокшанські та ерзянські поселення: Пілокшово, Чиркуш, Пермєєво, Гічалки (Ічали), Шадін, Коршиман, Камєшкір, Сєлікси, Мєлєкєс Мордовський, Кармала, Седьолкіно, Афонкіно, Соккармала, Алєксєєво (Вечкан), Єрьомкіно, Усюково, Санчалєво, Біларатка, Шелєхмєт тощо.
У працях Палласа містяться детальні різнобічні спостереження за побутом та духовною культурою мордви, її етнічною історією та етнокультурними зв'язками з іншими народами.
Одяг і прикраси мордви, що Паллас придбав у мордовських селах, — найбільш рання етнографічна колекція, зберігається в Музеї антропології імені Петра Великого, створеного на базі Кунсткамери.

## Палласит
1772 році в районі Красноярська Палласу показали 680-кілограмову залізно-кам'яну брилу, яка за розпорядженням мандрівника була відправлена в Петербург і зараз прикрашає метеоритний відділ Мінералогічного музею імені академіка А. Е. Ферсмана Академії наук. Цей найбільший в Росії сідероліт (залізно-кам'яний метеорит, або палласит) називається «Красноярськ».

## Наукова праця
Паллас є автором близько 170 наукових публікацій. Перші дослідження П. Палласа пов'язані з вивченням фауни Криму, якій присвячено декілька праць, у тому числі «Наблюдения, сделанные во время путешествия по южным наместничествам Русского государства в 1793—1794» (переклад з нім.).
Ним описаний ряд видів організмів.
Тварини:

### комахи
- Deracantha onos Pallas, 1772 — вид коника,

### риби
- Neogobius fluviatilis Pallas, 1814 — Бичок бабка,
- Neogobius melanostomus Pallas, 1814 — Бичок кругляк,
- Proterorhinus marmoratus Pallas, 1814 — Морський бичок цуцик,

### птахи
- Tadorna ferruginea (Pallas, 1764) — огар,
- Strix uralensis Pallas, 1771 — сова довгохвоста,
- Carpodacus erythrinus Pallas, 1770 — чечевиця звичайна,
- Haliaeetus leucoryphus Pallas, 1771 — орлан-довгохвіст,
- Netta rufina Pallas, 1773 — чернь червонодзьоба,
- Syrrhaptes paradoxus Pallas, 1773 — саджа,
- Larus ichthyaetus Pallas, 1773 — реготун чорноголовий,
- Motacilla citreola Pallas, 1776 — плиска жовтоголова,
- Phalacrocorax perspicillatus Pallas, 1811 — стеллерів баклан,
- Phylloscopus proregulus Pallas, 1811 — вівчарик золотомушковий.

### ссавці
- Otocolobus manul Pallas, 1776 — манул, вид котовидих хижих,
- Glossophaga soricina Pallas, 1766 — вид рукокрилих,
- Molossus molossus Pallas, 1766 — вид рукокрилих,
- Cavia Pallas, 1766 — кавія, рід гризунів з підряду їжатцевиді,
- Nyctimene cephalotes Pallas, 1767 — вид рукокрилих,
- Ochotona pusilla Pallas, 1769 — чекалка, пискуха степова, вид зайцеподібних гризунів,
- Ellobius talpinus Pallas, 1770 — сліпунець звичайний, вид мишовидих гризунів,
- Lepus europaeus Pallas, 1778 — заєць сірий
- Dryomys nitedula Pallas, 1778 — соня лісова, вид мишовидих гризунів,
- Callosciurus erythraeus Pallas, 1779 — вид родини вивіркових.

та ін. Тільки у сучасній фауні України є 21 таксон ссавців, описаних Петром Палласом  [Архівовано 18 січня 2011 у Wayback Machine.].
Рослини:

## Названі на честь Палласа
- 21087 Петсімпаллас — астероїд, названий на честь вченого.
- Палласівка — місто в Росії, районний центр у Волгоградській області.
- Мартин каспійський англійською має назву англ. Pallas's gull.